# Mô hình hóa tài chính
Mô hình tài chính là nhiệm vụ xây dựng một mô hình trừu tượng (một mô hình) về tình hình tài chính trong thế giới thực. Đây là một mô hình toán học được thiết kế để mô tả (một phiên bản đơn giản) của việc thực hiện tài sản tài chính hoặc danh mục đầu tư, một dự án kinh doanh, hoặc bất kỳ khoản đầu tư nào khác. Mô hình hóa tài chính là một thuật ngữ chung có nghĩa khác nhau cho những người dùng khác nhau; tài liệu tham khảo thường liên quan đến các ứng dụng tài chính kế toán và tài chính doanh nghiệp, hoặc các ứng dụng định lượng tài chính. Mặc dù đã có một số cuộc tranh luận trong ngành về bản chất của mô hình tài chính - cho dù đó là một kỹ thuật hoặc hoạt động gián điệp, chẳng hạn như hàn hoặc khoa học - nhiệm vụ của mô hình tài chính đã được chấp nhận và nghiêm ngặt trong những năm qua. Thông thường, mô hình tài chính được hiểu là một bài tập về định giá tài sản hoặc tài chính doanh nghiệp, về bản chất định lượng. Nói cách khác, mô hình tài chính là về việc chuyển một tập hợp các giả thuyết về hành vi của các thị trường hoặc các đại lý thành các dự đoán số; ví dụ như quyết định của công ty về đầu tư (công ty sẽ đầu tư 20% tài sản), hoặc lợi tức đầu tư (lợi nhuận trên "cổ phiếu A" trung bình sẽ cao hơn 10% so với lợi nhuận của thị trường).

## Kế toán
Trong tài chính doanh nghiệp và trong ngành kế toán, mô hình tài chính thường đòi hỏi báo cáo dự báo tài chính; thường việc chuẩn bị chi tiết cụ thể của công ty sẽ sử dụng cho mục đích ra quyết định và phân tích tài chính.
Ứng dụng bao gồm: 
- Định giá, đặc biệt là chiết khấu dòng tiền, nhưng bao hàm các vấn đề định giá khác.
- Lên kế hoạch theo kịch bản và ra các quyết định kế toán quản trị ("là gì,"; "nếu", "những gì có thể được thực hiện"[4])
- Lập ngân sách vốn
- Chi phí của vốn (tức là WACC) tính toán
- Phân tích báo cáo tài chính (bao gồm cho thuê vận hành và cho thuê tài chínhC, và R&D)
- Dự án tài chính

Để khái quát như bản chất của các mô hình này: thứ nhất, là chúng được xây dựng xung quanh các báo cáo tài chính, tính toán và kết quả là hàng tháng, hàng quý, hoặc hàng năm; thứ hai, các đầu vào theo hình thức "giả định", nơi các nhà phân tích ghi rõ các giá trị đó sẽ được áp dụng trong mỗi thời gian cho các biến số ngoại lai/ toàn cục (Tỷ giá hối đoái, phần trăm thuế...; có thể được coi là các tham số mô hình), và cho các biến cụ thể nội bộ/ công ty (tiền lương, chi phí đơn vị....). Tương ứng, cả hai đặc tính đều được phản ánh  (ít nhất ngầm) trong các dạng toán học của các mô hình này: thứ nhất, các mô là thời gian rời rạc, thứ hai, họ là xác định. Để thảo luận về các vấn đề có thể phát sinh, xem bên dưới; để thảo luận về cách tiếp cận phức tạp hơn đôi khi được sử dụng, xem Tài chính doanh nghiệp# định Lượng không chắc chắn và Lý thuyết kinh tế tài chính.
Người lập mô hình thường được gọi là "nhà phân tích tài chính" (và đôi khi được gọi là "những người nghiện số"). Thông thường, người lập mô hình sẽ hoàn thành chương trình MBA hoặc MSF với (tùy chọn) các môn học trong "mô hình tài chính". Chứng chỉ kế toán và chứng nhận tài chính như CIIA và CFA nói chung không cung cấp đào tạo trực tiếp hoặc rõ ràng về mô hình hóa. Đồng thời, nhiều khóa đào tạo thương mại được cung cấp, cả thông qua các trường đại học và riêng.
Mặc dù phần mềm doanh nghiệp đã tồn tại, nhưng phần lớn thị trường là dựa trên bảng tính; điều này phần lớn là vì các mô hình hầu như luôn luôn là công ty cụ thể. Ngoài ra, các nhà phân tích sẽ có các tiêu chí và phương pháp riêng cho mô hình tài chính. Microsoft Excel hiện đã chiếm vị trí thống lĩnh, vượt qua Lotus 1-2-3 vào những năm 1990. Mô hình bảng tính có thể có những vấn đề riêng của nó, và một số tiêu chuẩn hoá và " ví dụ thực tiễn tốt nhất" đã được đề xuất. "Rủi ro bảng tính" ngày càng được nghiên cứu và quản lý.
Một phê bình ở đây là các đầu ra mô hình, tức là các chi tiết đơn hàng, thường kết hợp "giả định tiềm ẩn không thực tế" và "mâu thuẫn nội bộ". (Ví dụ, dự báo về tăng trưởng doanh thu nhưng không có tăng vốn lưu động, tài sản cố định và tài chính liên quan, có thể mang các giả định không thực tế về vòng quay tổng tài sản, đòn bẩy và/hoặc vốn cổ phần). Những gì cần thiết, nhưng thường thiếu, là rằng tất cả các yếu tố chính được dự báo rõ ràng và nhất quán. Liên quan đến điều này, các nhà làm mô hình thường thêm "không xác định các giả định quan trọng" liên quan đến đầu vào, "và để khám phá những gì có thể sai". Ở đây, nói chung, các nhà mô phỏng "sử dụng các giá trị điểm và số học đơn giản thay vì phân bố xác suất và các phép đo thống kê" - như đã đề cập, các vấn đề được coi là xác định bản chất - và do đó tính toán một giá trị duy nhất cho tài sản hoặc dự án,nhưng không cung cấp thông tin về phạm vi, sự khác biệt và độ nhạy của các kết quả. Các phê bình khác thảo luận về việc thiếu các mô hình lập trình máy tính cơ bản. Những lời chỉ trích nghiêm túc hơn, trên thực tế, liên quan đến bản chất của ngân sách và ảnh hưởng của nó đối với tổ chức.
Giải Vô địch Thế giới về Mô hình Tài chính, được gọi là ModelOff, đã được tổ chức từ năm 2012. ModelOff là một cuộc thi mô hình tài chính trực tuyến toàn cầu, lên đến đỉnh cao trong một vòng chung kết Live Finals cho các đối thủ cạnh tranh hàng đầu. Từ năm 2012-2014 Live Finals được tổ chức tại thành phố New York và vào năm 2015, tại London.

## Định lượng tài chính
Trong tài chính định lượng, mô hình tài chính đòi hỏi sự phát triển của một mô hình toán học tinh vi. Các mô hình ở đây đề cập đến giá tài sản, các chuyển động của thị trường, danh mục đầu tư và những thứ tương tự. Một sự phân biệt chung là giữa: "quản lý tài chính định lượng", các mô hình tình hình tài chính của một công ty lớn, phức tạp; "định giá tài sản định lượng", mô hình lợi nhuận của các cổ phiếu khác nhau; "kỹ thuật tài chính", mô hình giá hoặc lợi nhuận của chứng khoán phái sinh; "định lượng tài chính doanh nghiệp", mô hình của các quyết định tài chính của công ty.
Các ứng dụng bao gồm: 
- Lựa chọn giá cả và tính toán "Greeks"
- Các dẫn xuất khác, đặc biệt là các dẫn xuất lãi suất, các dẫn xuất tín dụng và các dẫn xuất kỳ lạ
- Xây dựng mô hình kỳ hạn lãi suất (Bootstrapping, mô hình hóa lãi suất ngắn hạn, xây dựng các tập hợp đường cong) và khoảng chênh lệch
- Ghi điểm tín dụng và nợ xấu
- Các vấn đề dự báo về hoạt động tài chính doanh nghiệp
- Tối ưu hóa danh mục đầu tư.
- Tùy chọn thực
- Mô hình rủi ro (Mô hình rủi ro tài chính) và giá trị có nguy cơ
- Phân tích tài chính năng động (DFA)
- Điều chỉnh định giá tín dụng, CVA, cũng như các văn bản khác nhau của XVA

Các vấn đề này nói chung là ngẫu nhiên và liên tục trong tự nhiên, và các mô hình ở đây đòi hỏi các thuật toán phức tạp, mô phỏng máy tính, các phương pháp số tiên tiến (như các phương trình vi phân số, toán đại số tuyến tính, lập trình động) và/hoặc phát triển các mô hình tối ưu hóa. Bản chất chung của những vấn đề này được thảo luận trong phần Toán tài chính, trong khi các kỹ thuật cụ thể được liệt kê trong Đề cương tài chính # Công cụ toán học. Để thảo luận thêm ở đây, xem thêm: Các mô hình tài chính với sự phân bố dài hạn và sự phân tán biến động; Mô hình Browni của thị trường tài chính; Giá Martingale;Lý thuyết giá trị cực đoan; Mô phỏng lịch sử (tài chính).
Người xây dựng mô hình thường được gọi là "quants" (các nhà phân tích định lượng), và thường có nền tảng học thuật cao (cấp Ph.D.) trong các môn học định lượng như vật lý, kỹ thuật, khoa học máy tính,toán học hoặc nghiên cứu về hoạt động. Ngoài ra, hoặc bổ sung vào bối cảnh định lượng, họ hoàn thành các chương trìnhthạc sĩ về tài chính với định hướng định lượng, chẳng hạn như Thạc sỹ Tài chính Định lượng, hoặc Thạc sỹ Tài chính Tính toán chuyên sâu hơn hoặc Thạc sỹ Kỹ thuật Tài chính; CQF đang ngày càng phổ biến.
Mặc dù các bảng tính được sử dụng rộng rãi ở đây (hầu như luôn luôn đòi hỏi phải có VBA mở rộng), thường là các chương trình C + +, Fortran hayPython, hay phần mềm phân tích số như MATLAB, đặc biệt là nơi mà sự ổn định hoặc tốc độ là mối quan tâm. MATLAB thường được sử dụng ở giai đoạn nghiên cứu hoặc tạo mẫu vì lập trình hay các công cụ đồ hoạ và gỡ lỗi trực quan, nhưng C ++ / Fortran được ưa thích cho các ứng dụng đơn giản nhưng có chi phí tính toán cao, nơi MATLAB quá chậm; Python ngày càng được sử dụng do sự đơn giản của nó và thư viện chuẩn lớn. Ngoài ra, đối với nhiều ứng dụng phái sinh và danh mục đầu tư tiêu chuẩn,phần mềm thương mại có sẵn và sự lựa chọn về việc liệu mô hình này có được phát triển trong nhà hay liệu các sản phẩm hiện có sẽ được triển khai thì sẽ phụ thuộc vào vấn đề câu hỏi.
Sự phức tạp của các mô hình này có thể dẫn đến việc định giá sai hoặcbảo hiểm rủi ro hoặc cả hai.Rủi ro Mô hình này là chủ đề của các nghiên cứu đang được tiến hành bởi các nhà nghiên cứu tài chính và là một chủ đề quan tâm lớn và ngày càng tăng trong lĩnh vực quản lý rủi ro.
Sự chỉ trích về kỷ luật (thường xảy ra trước cuộc khủng hoảng tài chính 2007-08 bởi vài năm) nhấn mạnh sự khác biệt giữa khoa học toán học và vật lý, tài chính và sự thận trọng kết quả được áp dụng bởi các nhà lập mô hình và bởi các thương nhân và các nhà quản lý rủi ro sử dụng các mô hình của họ. Đáng chú ý ở đây là Emanuel Derman và Paul Wilmott, tác giả của Bản tuyên ngôn của Người lập mô hình tài chính. Một số đi xa hơn và đặt câu hỏi liệu mô hìnhtoán học và thống kê có thể được áp dụng cho tài chính ở tất cả, ít nhất với các giả định thường được thực hiện (đối với các tùy chọn, cho danh mục đầu tư). Trong thực tế, những điều này có thể đi xa như vậy để đặt câu hỏi "hiệu lực thực nghiệm và khoa học... của lý thuyết tài chính hiện đại". Nổi tiếng ở đây là Nassim Taleb và Benoit Mandelbrot. Xem thêm Tài chính toán học # Chủ nghĩa phê phán và kinh tế tài chính # Challenges and criticism.

## Sách tham khảo
Tổng quan
- Benninga, Simon (1997). Financial Modeling. Cambridge, MA: MIT Press. ISBN 0-585-13223-2.
- Benninga, Simon (2006). Principles of Finance with Excel. New York: Oxford University Press. ISBN 0-19-530150-1.
- Fabozzi, Frank J. (2012). Encyclopedia of Financial Models. Hoboken, NJ: Wiley. ISBN 978-1-118-00673-3.
- Ho, Thomas; Sang Bin Lee (2004). The Oxford Guide to Financial Modeling. New York: Oxford University Press. ISBN 978-0-19-516962-1.
- Sengupta, Chandan (2009). Financial Analysis and Modeling Using Excel and VBA, 2nd Edition. Hoboken, NJ: John Wiley & Sons. ISBN 9780470275603.
- Winston, Wayne (2014). Microsoft Excel 2013 Data Analysis and Business Modeling. Microsoft Press. ISBN 978-0735669130.

Tài chính công ty
- Day, Alastair (2007). Mastering Financial Modelling in Microsoft Excel. London: Pearson Education. ISBN 0-273-70806-6.
- Mayes, Timothy R.; Todd M. Shank (2011). Financial Analysis with Microsoft Excel, 6th Edition. Boston: Cengage Learning. ISBN 978-1111826246.
- Ongkrutaraksa, Worapot (2006). Financial Modeling and Analysis: A Spreadsheet Technique for Financial, Investment, and Risk Management, 2nd Edition. Frenchs Forest: Pearson Education Australia. ISBN 0-7339-8474-6.
- Palepu, Krishna G.; Paul M. Healy (2012). Business Analysis and Valuation Using Financial Statements, 5th Edition. Boston: South-Western College Publishing. ISBN 978-1111972288.
- Pignataro, Paul (2003). Financial Modeling and Valuation: A Practical Guide to Investment Banking and Private Equity. Hoboken, NJ: Wiley. ISBN 978-1118558768.
- Proctor, Scott (2009). Building Financial Models with Microsoft Excel: A Guide for Business Professionals, 2nd Edition. Hoboken, NJ: Wiley. ISBN 978-0-470-48174-5.
- Rees, Michael (2008). Financial Modelling in Practice: A Concise Guide for Intermediate and Advanced Level. Hoboken, NJ: Wiley. ISBN 978-0-470-99744-4.
- Soubeiga, Eric (2013). Mastering Financial Modeling: A Professional's Guide to Building Financial Models in Excel. New York: McGraw-Hill. ISBN 978-0071808507.
- Swan, Jonathan (2007). Financial Modelling Special Report. London: Institute of Chartered Accountants in England & Wales.
- Swan, Jonathan (2008). Practical Financial Modelling, 2nd Edition. London: CIMA Publishing. ISBN 0-7506-8647-2.
- Tham, Joseph; Ignacio Velez-Pareja (2004). Principles of Cash Flow Valuation: An Integrated Market-Based Approach. Amsterdam: Elsevier. ISBN 0-12-686040-8.
- Tjia, John (2003). Building Financial Models. New York: McGraw-Hill. ISBN 0-07-140210-1.

Tài chính định tính
- Brooks, Robert (2000). Building Financial Derivatives Applications with C++. Westport: Praeger. ISBN 978-1567202878.
- Brigo, Damiano; Fabio Mercurio (2006). Interest Rate Models - Theory and Practice with Smile, Inflation and Credit (ấn bản thứ 2). London: Springer Finance. ISBN 978-3-540-22149-4.
- Clewlow, Les; Chris Strickland (1998). Implementing Derivative Models. New Jersey: Wiley. ISBN 0-471-96651-7.
- Duffy, Daniel (2004). Financial Instrument Pricing Using C++. New Jersey: Wiley. ISBN 978-0470855096.
- Fabozzi, Frank J. (1998). Valuation of fixed income securities and derivatives, 3rd Edition. Hoboken, NJ: Wiley. ISBN 978-1-883249-25-0.
- Fabozzi, Frank J.; Sergio M. Focardi; Petter N. Kolm (2004). Financial Modeling of the Equity Market: From CAPM to Cointegration. Hoboken, NJ: Wiley. ISBN 0-471-69900-4.
- Fusai, Gianluca; Andrea Roncoroni (2008). Implementing Models in Quantitative Finance: Methods and Cases. London: Springer Finance. ISBN 3-540-22348-7.
- Haug, Espen (2006). The Complete Guide to Option Pricing Formulas. New York: McGraw-Hill. ISBN 0-07-138997-0.
- Hilpisch, Yves (2015). Derivatives Analytics with Python: Data Analysis, Models, Simulation, Calibration and Hedging. New Jersey: Wiley. ISBN 978-1-119-03799-6.
- Jackson, Mary; Mike Staunton (2001). Advanced modelling in finance using Excel and VBA. New Jersey: Wiley. ISBN 0-471-49922-6.
- Jondeau, Eric; Ser-Huang Poon; Michael Rockinger (2007). Financial Modeling Under Non-Gaussian Distributions. London: Springer. ISBN 978-1849965996.
- Joerg Kienitz; Daniel Wetterau (2012). Financial Modelling: Theory, Implementation and Practice with MATLAB Source. Hoboken, NJ: Wiley. ISBN 0470744898.
- Kwok, Yue-Kuen (2008). Mathematical Models of Financial Derivatives, 2nd edition. London: Springer Finance. ISBN 3540422889.
- Levy, George (2004). Computational Finance: Numerical Methods for Pricing Financial Instruments. Butterworth-Heinemann. ISBN 978-0750657228.
- London, Justin (2004). Modeling Derivatives in C++. New Jersey: Wiley. ISBN 978-0471654643.
- Löeffler, G; Posch, P. (2011). Credit Risk Modeling using Excel and VBA. Hoboken, NJ: Wiley. ISBN 978-0470660928.
- Rouah, Fabrice Douglas; Gregory Vainberg (2007). Option Pricing Models and Volatility Using Excel-VBA. New Jersey: Wiley. ISBN 978-0471794646.
- Vladimirou, Hercules (2007). “Financial Modeling”. Annals of Operations Research. Norwell, MA: Springer. 151.[liên kết hỏng]
- Mantegna, Rosario N.; Kertesz, Janos (2010). “Focus on Statistical Physics Modelling in Economics and Finance”. New Journal of Physics.